# Dracénie Provence Verdon Agglomération
Die Dracénie Provence Verdon Agglomération (inoffiziell auch: Dracénie Provence Verdon agglomération) ist ein französischer Gemeindeverband mit der Rechtsform einer Communauté d’agglomération im Département Var in der Region Provence-Alpes-Côte d’Azur. Sie wurde am 31. Oktober 2000 gegründet und umfasst aktuell 23 Gemeinden. Der Verwaltungssitz befindet sich im Ort Draguignan.

## Historische Entwicklung
Mit Wirkung vom 1. Januar 2017 wurde der Verband um vier Gemeinden der aufgelösten Communauté de communes Artuby Verdon erweitert.
Zum 1. Januar 2020 änderte der Gemeindeverband seinen bisherigen Namen Communauté d’agglomération Dracénoise auf den aktuellen Namen.

## Mitgliedsgemeinden
| Gemeinde                               | Einwohner 1. Januar 2022 | Fläche km² | Dichte Einw./km² | Code INSEE | Postleitzahl |
| -------------------------------------- | ------------------------ | ---------- | ---------------- | ---------- | ------------ |
| Ampus                                  | 894                      | 82,77      | 11               | 83003      | 83111        |
| Bargème                                | 214                      | 27,95      | 8                | 83010      | 83840        |
| Bargemon                               | 1.434                    | 35,14      | 41               | 83011      | 83830        |
| Callas                                 | 2.069                    | 49,26      | 42               | 83028      | 83830        |
| Châteaudouble                          | 476                      | 40,91      | 12               | 83038      | 83300        |
| Claviers                               | 720                      | 15,90      | 45               | 83041      | 83830        |
| Comps-sur-Artuby                       | 346                      | 63,49      | 5                | 83044      | 83840        |
| Draguignan                             | 40.789                   | 53,75      | 759              | 83050      | 83300        |
| Figanières                             | 2.683                    | 28,17      | 95               | 83056      | 83830        |
| Flayosc                                | 4.514                    | 45,95      | 98               | 83058      | 83780        |
| La Bastide                             | 215                      | 11,76      | 18               | 83013      | 83840        |
| La Motte                               | 3.050                    | 28,12      | 108              | 83085      | 83920        |
| La Roque-Esclapon                      | 253                      | 26,98      | 9                | 83109      | 83840        |
| Le Muy                                 | 9.882                    | 66,58      | 148              | 83086      | 83490        |
| Les Arcs                               | 7.844                    | 54,26      | 145              | 83004      | 83460        |
| Lorgues                                | 9.803                    | 64,37      | 152              | 83072      | 83510        |
| Montferrat                             | 1.720                    | 34,01      | 51               | 83082      | 83131        |
| Saint-Antonin-du-Var                   | 808                      | 17,64      | 46               | 83154      | 83510        |
| Salernes                               | 3.812                    | 39,30      | 97               | 83121      | 83690        |
| Sillans-la-Cascade                     | 783                      | 20,17      | 39               | 83128      | 83690        |
| Taradeau                               | 1.899                    | 17,31      | 110              | 83134      | 83460        |
| Trans-en-Provence                      | 6.595                    | 16,99      | 388              | 83141      | 83720        |
| Vidauban                               | 12.712                   | 73,93      | 172              | 83148      | 83550        |
| Dracénie Provence Verdon Agglomération | 113.515                  | 914,71     | 124              | –          | –            |